# Институт теоретической и прикладной электродинамики РАН
Федеральное государственное бюджетное учреждение науки Институт теоретической и прикладной электродинамики РАН (ИТПЭ РАН) —  научно-исследовательский институт РАН, в котором проводятся фундаментальные исследования в области электрофизики и электродинамики композитных материалов. Входит в Отделение энергетики, машиностроения, механики и процессов управления РАН.

## История
В 1988 году распоряжением Совета Министров СССР от 21 октября 1987 года № 2288рс в составе Института высоких температур АН СССР был создан научно-инженерный центр прикладных проблем электродинамики (НИЦ ППЭ).
С 1991 года НИЦ ППЭ в составе НО “ИВТАН”, действует на правах научно-исследовательского института Академии наук СССР (постановление Президиума Академии наук СССР от 29.10.1991 № 266).
В 2005 году ИТПЭ ОИВТ РАН выведен из состава Объединённый институт высоких температур РАН и переименован в Институт теоретической и прикладной электродинамики Российской академии наук (ИТПЭ РАН) (постановление Президиума РАН от 27.12.2005 № 294).
В 2011 году ИТПЭ РАН переименован в Федеральное государственное бюджетное учреждение науки Институт теоретической и прикладной электродинамики РАН (ИТПЭ РАН) (постановление Президиума РАН от 13.12.2011 № 262).

### Руководители института
- А. Н. Лагарьков, академик РАН, организатор и директор ИТПЭ РАН до 20 июня 2017, затем научный руководитель института.
- В. Н. Кисель, д.ф.-м.н., директор с 20 июня 2017 г. по 08 июня 2020 г.
- К. Н. Розанов,  д.ф.-м.н., директор c 12 ноября 2020 года по настоящее время.

## Основные направления научной деятельности института
- Электрофизика и электродинамика композитных материалов с новыми электрофизическими, оптическими и радиофизическими свойствами, развитие теории и методов физического и математического моделирования и развитие технологии.
- Высокочастотный магнетизм и прикладные разработки магнтитометрических приборов и устройств.
- Электродинамика магнитоактивных сред – ферромагнетиков и сверхпроводников 2-го рода.
- Электрофизика и электродинамика процессов в плазменных системах, прикладные исследования и разработки плазменных технологий и плазменных систем, исследования, направленные на разработку технологии создания малогабаритных водородных топливных элементов.
- Внедрение в оборонные и другие отрасти промышленности результатов исследований и создания технологий производства и применения материалов, поглощающих и рассеивающих электромагнитное излучение микроволнового и оптического диапазонов длин волн[2].

## Лаборатории института
- теоретической электродинамики конденсированного состояния
- композиционных материалов и покрытий
- электродинамики компактных полигонов
- нанотехнологии композиционных материалов и тонкопленочных структур
- электрофизики композиционных материалов
- электрофизических исследований материалов и покрытий
- порошковых материалов и плазменной технологии